# Wilton (Wisconsin)
Wilton és una població dels Estats Units a l'estat de Wisconsin. Segons el cens del 2000 tenia 519 habitants.

## Demografia
Segons el cens del 2000, Wilton tenia 519 habitants, 214 habitatges, i 121 famílies. La densitat de població era de 235,7 habitants per km².
Dels 214 habitatges en un 32,7% hi vivien nens de menys de 18 anys, en un 39,7% hi vivien parelles casades, en un 9,8% dones solteres, i en un 43% no eren unitats familiars. En el 37,9% dels habitatges hi vivien persones soles el 20,1% de les quals corresponia a persones de 65 anys o més que vivien soles. El nombre mitjà de persones vivint en cada habitatge era de 2,43 i el nombre mitjà de persones que vivien en cada família era de 3,19.
Per edats la població es repartia de la següent manera: un 28,3% tenia menys de 18 anys, un 10% entre 18 i 24, un 27,4% entre 25 i 44, un 19,5% de 45 a 60 i un 14,8% 65 anys o més.
L'edat mediana era de 34 anys. Per cada 100 dones de 18 o més anys hi havia 105,5 homes.
La renda mediana per habitatge era de 37.721 $ i la renda mediana per família de 46.607 $. Els homes tenien una renda mediana de 31.591 $ mentre que les dones 22.292 $. La renda per capita de la població era de 15.998 $. Aproximadament el 9,6% de les famílies i el 9,7% de la població estaven per davall del llindar de pobresa.

## Poblacions més properes
El següent diagrama mostra les poblacions més properes.